# Incheon
Pour l’article ayant un titre homophone, voir Inchon (film).
Incheon (en hangeul : 인천 ; hanja : 仁川 ; RR : Incheon ; MR : Inch'ŏn, /in.tɕʰʌn/,  litt. « rivière sage ») ou Inchon, officiellement la ville métropolitaine de Incheon (hangeul : 인천광역시 ; hanja : 仁川廣域市), est une ville portuaire sud-coréenne située à cinquante kilomètres à l'ouest de la capitale Séoul, sur la mer Jaune. La ville n'abritait que 4 700 personnes lorsque le port de Jemulpo a été construit en 1883. Aujourd'hui, 3,2 millions de personnes vivent dans la ville, ce qui fait d'elle la troisième ville la plus peuplée de Corée après Séoul et Busan. Comme Séoul, la ville constitue une province à elle seule.
Bien que l'endroit soit habité depuis l'Âge de la pierre, la croissance de la ville a été assurée dans les temps modernes avec le développement de son port, en raison de l'avantage naturel d'être une ville côtière. Incheon a depuis dirigé le développement économique de la Corée par l'ouverture de son port sur le monde extérieur. En 2003, la ville a été désignée comme étant la première zone économique libre de Corée. Depuis, de grandes entreprises, tant locales que mondiales, y ont investi, comme Samsung qui a choisi la nouvelle ville de Songdo pour ses nouveaux investissements concernant son activité dans l'industrie bio.
En tant que ville internationale, Incheon accueille de nombreuses conférences internationales, telles que, en 2009, l'Incheon Global Fair & Festival et, en 2014, les 17e jeux asiatiques. Incheon s'est imposée comme une véritable plaque tournante en Asie du Nord-Est avec son aéroport et son port qui draîne un important trafic maritime.

## Histoire
Le peuplement de cette région est avéré dès le Néolithique. En 372 et en 475, cette contrée fut le point de départ de missions diplomatiques coréennes vers la Chine. Pendant le règne de la dynastie Goryeo, le gouvernement y trouva refuge lors de l'invasion mongole sur un site qui montre aujourd'hui des vestiges datant de la période Joseon (vers 1700). À l'époque moderne, l'importance d'Incheon vient de l'estuaire où elle est située, permettant une bonne implantation portuaire. Quand le port actuel fut fondé en 1883, la population de la ville — qui s'appelait alors Chemulpo — n'était que de 4 700 habitants.

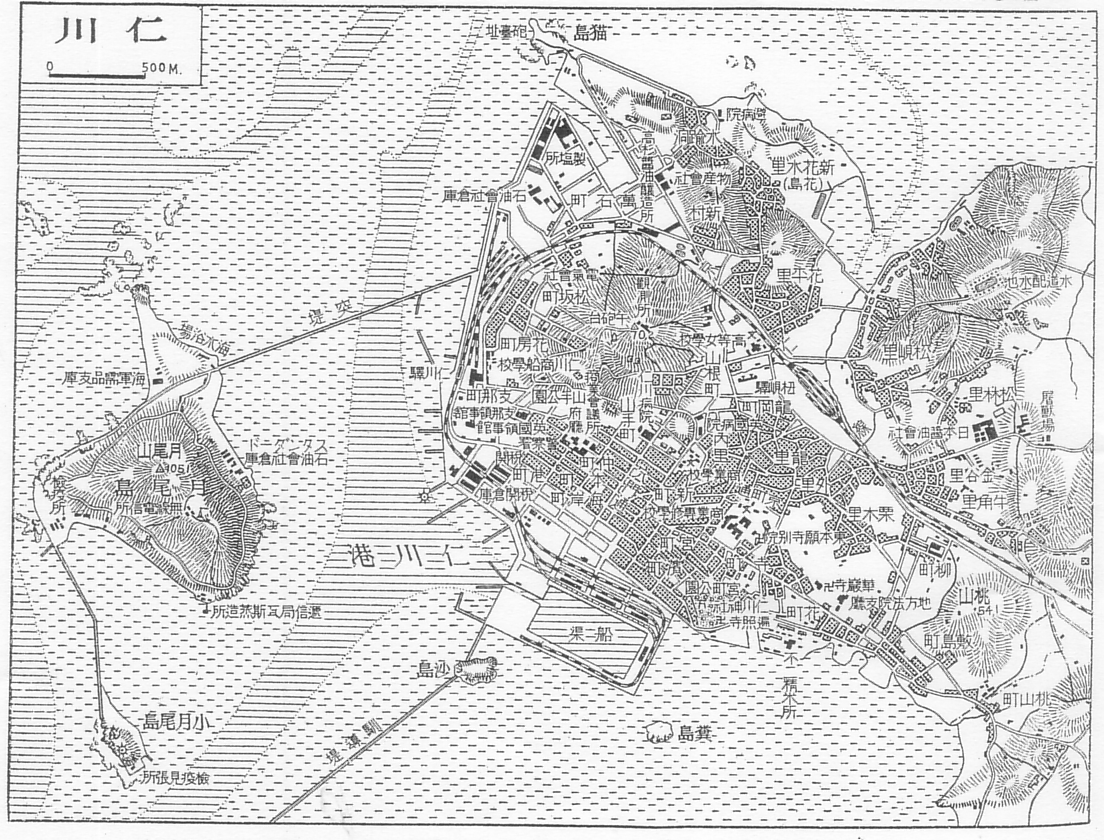
Carte d'Incheon en 1930, le trait de côte a reculé de manière très importante depuis, notamment par la construction de terre-plein pour le port de la ville.

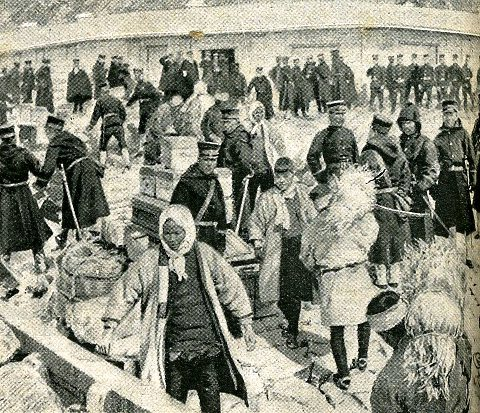
Le débarquement des Japonais à Chemulpo le 17 avril 1904 (Le Patriote illustré)

Le 15 septembre 1950, durant la guerre de Corée, Incheon fut le lieu du débarquement (Incheon Landing) d'une force amphibie de l'Organisation des Nations unies (ONU) lors de la bataille d'Incheon (opération chromite) visant à créer un deuxième front pour soulager la pression sur le périmètre de Busan, puis à lancer une contre-offensive vers le nord.
L'aéroport international d'Incheon est mis en service en 2001. En 2003, une zone franche est créée dans la ville.
La ville a accueilli en 2009 une foire internationale sur l'urbanisme du futur qui a reçu la visite de quatre millions de personnes pendant 80 jours. Le nouveau quartier de Songdo en terre-plein, est particulièrement mis en avant à cette occasion. Ce nouveau quartier doit accueillir 250 000 personnes et devenir un centre financier.

## Géographie
Le périmètre urbain occupe une superficie de 964 km2, dont 21 % occupés par des rizières et 44 % par des zones boisées. Incheon est souvent considérée comme une banlieue de Séoul, car elle en est proche ; les réseaux de métros des deux villes sont interconnectés.

## Divisions administratives
Incheon est divisée en huit arrondissements (gu) et deux districts (gun).
- Bupyeong-gu
- Dong-gu
- Gyeyang-gu
- Jung-gu
- Michuhol-gu (미추홀구)
- Namdong-gu (남동구)
- Seo-gu (서구)
- Yeonsu-gu
- Ganghwa-gun
- Ongjin-gun

## Économie

### La zone économique franche
La zone économique franche d'Incheon (Incheon Free Economic Zone ou IFEZ) s'étend sur une superficie totale de 20 938 ha et est subdivisée en trois districts, la ville nouvelle de Songdo, Cheongna (en) et l'île de Yeongjong. Le but de l'IFEZ est de transformer cette superficie en centres pour la logistique, le commerce international, les loisirs et le tourisme pour l'ensemble de l'Asie du Nord-Est. La finalité de cette zone économique est d'améliorer l'environnement des affaires afin d'attirer des entreprises à capitaux étrangers et d'offrir des conditions de vie en adéquation pour les résidents étrangers. Cette première zone économique franche établie en Corée a été officiellement inaugurée en août 2003. L'IFEZ est prévue pour devenir un quartier autonome, tant de vie que d'affaires, doté d’infrastructures pour le transport aérien et maritime, d'un complexe logistique, d'un centre d'affaires international et de services financiers, le tout complété par des zones résidentielles, des écoles, des hôpitaux, ainsi que plusieurs centres commerciaux et de divertissement.
Cette zone franche doit devenir l'une des trois plus importantes au monde. L'établissement de l'IFEZ a été programmé en trois phases afin d'atteindre cet objectif :
1. 2003 à 2009 : construction des principales infrastructures
2. 2010 à 2014 : développement du projet (développer les infrastructures pour l'éducation, la santé et les loisirs, et attirer des entreprises nationales et internationales)
3. 2015 à 2020 : achèvement du projet

## Éducation

### Université Inha
L'université Inha (en) (인하대학교, 仁荷大學校, Inha University) est un institut supérieur de recherche privé. Connue traditionnellement pour la recherche et l'éducation dans le génie et les sciences physiques, l'université a été instituée par le premier président de la Corée du Sud, Syngman Rhee, en 1954, juste après la guerre de Corée. Inha est l'école de coopération américano-coréenne de façon idéale[style à revoir], même dans son nom : le monème "In" (인, 仁) vient de la ville d'Incheon et "Ha" (하, 荷) à partir d'Hawaii, USA.
L'institut a commencé comme une école polytechnique, nommée Inha Institute of Technology (acronyme: IIT ; coréen, 인하공과대학, Inha Gonggwa Daehak, familièrement Inhagongdae), l'institut a atteint une reconnaissance nationale et une solide réputation en tant qu'université de recherche technologique par la suite.
L'université d'Incheon est fondée en 1979.

### Incheon Free English Zone
Le 27 février 2007, Incheon est déclarée « English City » (ville anglaise) et inaugure le programme « Incheon Free English Zone ». Le but est de faire de la ville un endroit où l'anglais est parlé par le plus grand nombre de personnes comme à Hong Kong ou Singapour, afin que la région urbaine soit reconnue comme une plaque-tournante économique et commerciale pour le nord-est de l'Asie. La devise officielle du programme est « Smile with English » (Souriez avec l'anglais).

## Religion
- Diocèse d'Incheon

## Climat
Incheon bénéficie d'un climat continental humide. Avec huit grandes villes coréennes plus froides et dix plus chaudes qu'Incheon, ainsi qu'avec neuf villes où le climat est plus humide et neuf villes où il est plus sec, ce climat peut être considéré comme étant dans la moyenne de celui de la Corée.
Avec des différences de température et d'humidité nettes, on ressent facilement les quatre saisons à Incheon. Cependant, ces paramètres n'affichent pas d'extrêmes, le climat de la ville étant essentiellement doux. À noter que la ville est balayée par les vents saisonniers comme ceux du nord-ouest qui soufflent sur la ville en hiver et ceux qui affectent Incheon l'été, rafales de vents chauds du sud-ouest.
| Mois                                  | jan.      | fév.       | mars       | avril     | mai       | juin      | jui.      | août      | sep.      | oct.      | nov.      | déc.       | année                       |
| ------------------------------------- | --------- | ---------- | ---------- | --------- | --------- | --------- | --------- | --------- | --------- | --------- | --------- | ---------- | --------------------------- |
| Température minimale moyenne (°C)     | −5,4      | −3,1       | 1,7        | 7,6       | 12,8      | 17,6      | 21,5      | 22,4      | 17,5      | 11        | 3,9       | −2,6       | 8,7                         |
| Température moyenne (°C)              | −2,1      | 0,3        | 5,1        | 11,3      | 16,4      | 20,9      | 24        | 25,2      | 21,1      | 15        | 7,6       | 0,9        | 12,1                        |
| Température maximale moyenne (°C)     | 1,7       | 4,4        | 9,6        | 16,1      | 21,3      | 25,4      | 27,6      | 29        | 25,5      | 19,7      | 11,8      | 4,7        | 16,4                        |
| Record de froid (°C) date du record   | −21 1931  | −18,4 1913 | −13,8 1915 | −3,6 1972 | 3,4 1919  | 8,7 1921  | 12,8 1976 | 14,4 2003 | 5,3 1928  | −3,2 1942 | −12 1979  | −18,6 1916 | −21 1931                    |
| Record de chaleur (°C) date du record | 15,8 2002 | 18,2 2004  | 21,9 1920  | 32,7 2005 | 31,2 1991 | 33,8 2012 | 38,9 1949 | 38,9 1949 | 33,4 2001 | 28,6 1907 | 26,2 1940 | 17,5 2004  | 38,9 16/7/1949 et 16/8/1949 |
| Ensoleillement (h)                    | 178       | 181,5      | 204,9      | 219,4     | 231,4     | 203,4     | 156,8     | 191       | 197,6     | 211,2     | 168,6     | 171        | 2 314,9                     |
| Précipitations (mm)                   | 20,6      | 20,8       | 40,5       | 57,7      | 100,3     | 112       | 319,6     | 285,8     | 153,5     | 53,4      | 51        | 19,3       | 1 234,4                     |
| Nombre de jours avec précipitations   | 6,6       | 5,3        | 6,7        | 7,3       | 8,7       | 9,7       | 14,9      | 12,5      | 8,2       | 6,2       | 8,5       | 7,3        | 101,9                       |
| Humidité relative (%)                 | 61,5      | 61,8       | 63,4       | 64,1      | 70,3      | 74,8      | 82,2      | 79,1      | 73,1      | 67,3      | 63,9      | 62         | 68,6                        |
| Nombre de jours avec neige            | 7,6       | 4,3        | 2,5        | 0,2       | 0         | 0         | 0         | 0         | 0         | 0         | 1,5       | 5,8        | 21,9                        |

| Diagramme climatique                                  |             |            |             |               |             |               |             |               |            |           |             |
| J                                                     | F           | M          | A           | M             | J           | J             | A           | S             | O          | N         | D           |
| 1,7−5,420,6                                           | 4,4−3,120,8 | 9,61,740,5 | 16,17,657,7 | 21,312,8100,3 | 25,417,6112 | 27,621,5319,6 | 2922,4285,8 | 25,517,5153,5 | 19,71153,4 | 11,83,951 | 4,7−2,619,3 |
| Moyennes : • Temp. maxi et mini °C • Précipitation mm |             |            |             |               |             |               |             |               |            |           |             |

## Transport
Incheon est une plaque tournante du transport national et international en Corée.

### Transport aérien
L'aéroport international d'Incheon est le premier aéroport de la Corée du Sud. Ainsi 160.843 vols (157.134 internationaux, 3.709 nationaux) en provenance ou en direction de l'aéroport ont été enregistrés en 2005, soit une moyenne de 441 vols par jour. 59,7 % des vols étaient desservis par les deux transporteurs nationaux coréens, Korean Air et Asiana, le reste (40,3 %) étant desservi par des opérateurs étrangers. La Chine est la première destination étrangère depuis l'aéroport (28,1 % du total), vient ensuite le Japon (20,1 %), l'Asie du Sud (19,0 %), l'Amérique (17,4 %) puis l'Europe (6,9 %).

### Transport maritime
Incheon est le deuxième plus grand port maritime de Corée après celui de Busan.
Des ferries partent du terminal international en direction de plusieurs villes de Chine : Dalian, Dandong, Qinhuangdao, Qingdao, Tianjin, Weihai, Yantai, et Yingkou. D'autres relient la ville aux îles proches, ainsi que celle de Baengnyeong, proche de la Northern Limit Line ».
D'autres ferries partent du terminal Yeonan Budu (terminal de ferry d'Incheon) et desservent les îles de Jeju-do, Daenanji-do, Sonanji-do, Daemuui-do, Somuui-do, Daeyeonpyong-do, Soyeonpyeong-do, Daeyijak-do, Soyakdo, Daecheong-do, Socheong-do, Deokjeok-do, Baekryeong-do, Seungbong-do, Yuk-do, Jawol-do et Pungdo.

### Transports terrestres

#### Bus
Le terminal de bus d'Incheon, jouxtant la station de métro homonyme, propose des voyages en autobus express en direction de toutes les parties de la Corée. Ainsi, de nombreuses lignes de bus assurent une liaison vers différentes parties de la ville, mais aussi vers les villes voisines de Bucheon, Gimpo, Séoul et Siheung.
Deux autres terminaux express sont également implantés à Incheon : le terminal Aéroport d'Incheon et le terminal des bus interurbains de Ganghwa (uniquement desservi par des bus express).

#### Train
La ligne 1 du métro de Séoul dessert la ville d'Incheon via onze stations et est reliée au reste du métro de la ville à la station Incheon Bupyeong.
L'AREX fonctionne également de l'aéroport international d'Incheon à la gare de Séoul via l'aéroport international de Gimpo. La section Incheon-Gimpo a été ouverte en mars 2007 et a été étendue jusqu'à la gare de Séoul en décembre 2010. Les passagers peuvent choisir un service rapide s'arrêtant seulement aux aéroports d'Incheon et de Séoul, ce qui prend 43 minutes, mais à une fréquence de 30 minutes, contrairement au service desservant toutes les stations dont le trajet prend 53 minutes, mais à une fréquence de six minutes.

### Mer
Des ferries traversent la baie depuis la ville afin d'atteindre l’aéroport.

### Métro
Incheon comporte une ligne de métro urbaine. La ligne 1 du métro de Séoul dessert la ville. La desserte de l'aéroport international d'Incheon se fait par un métro rapide depuis Séoul.

## Sports
La ville d'Incheon possède le complexe sportif de Munhak où se trouvent deux stades, un stade de football qui a accueilli la Coupe du monde de football de 2002 et un stade de baseball. Le stade de football a une capacité de 50 256 places et le club Incheon United Football Club y est rattaché. Celui de baseball accueille les SK Wyverns.
Les Jeux asiatiques se déroulent à Incheon en 2014, à la suite du championnat du monde d'handibasket masculin. Le stade principal est l'Incheon Asiad Main Stadium d'une capacité initiale de 60 000 spectateurs.

## Points d'intérêt
L'administration d'Incheon a beaucoup de projets pour la restauration de la vieille ville.
Parmi les points d'intérêts de la ville, on peut citer :
- La gare de Bupyeong est l'endroit où la ligne 1 du métro de Séoul et le métro d'Incheon se croisent. Un centre commercial souterrain vendant principalement des vêtements pour femmes et des téléphones portables s'y trouve. À la surface, de nombreux restaurants et magasins sont présents.
- Un certain nombre d'îles de l'ouest de la Corée, y compris l'île de Ganghwa, celles de Yeongjong et de Baengnyeong sont administrées par Incheon. L'île de Baengnyeong est d'ailleurs le point le plus occidental de la Corée du Sud.
- Parc Jayu : s'y dressent la statue du général Douglas MacArthur ainsi qu'un mémorial érigé à l'occasion du centenaire des relations entre les États-Unis et la Corée.
- Le Chinatown d'Incheon est situé en face de la gare d'Incheon, près du Parc Jayu.
- Le terminal de bus d'Incheon désigne la gare routière mais aussi la station de métro et la zone où ces gares se trouvent. Dans ce quartier, une place animée centrale regorge de restaurants et de grands magasins.
- Wolmido : c'est l'un des sites d'atterrissage des forces d'invasion de MacArthur. Actuellement[Quand ?] s'y trouvent une attraction touristique locale avec promenades, un parc d'attractions et de nombreux restaurants de poissons crus. Des ferries partent de Wolmido vers Yeongjongdo et Jakyakdo.
- Jakyakdo : petite île située dans le port près de Wolmido. Il y existe de nombreuses passerelles et d'aires de pique-nique, un restaurant ainsi que des chambres à louer.
- Incheon Dohobu Cheongsa : situé à proximité du stade de la ville, c'est le bâtiment de l'ancien gouvernement d'Incheon. Il s'y trouve depuis au minimum le règne du roi Sejong, en 1424.
- Centre culturel sino-coréen a été construit par le district de Jung-gu d'Incheon pour faciliter la compréhension mutuelle entre la Corée et la Chine.
- Songwol-dong Fairy Tale Village est né d'un projet de rénovation pour améliorer le développement du village. Ce dernier est maintenant une des principales attractions parmi les jeunes et les enfants lors de la visite de Chinatown.
- Le mur de l'opéra de Pékin est situé au cœur du quartier chinois.

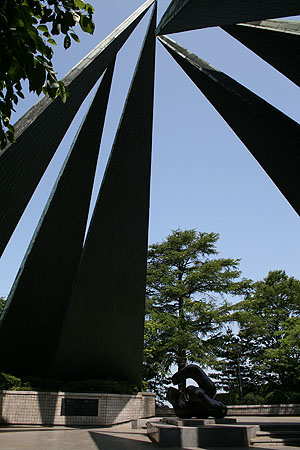
Monument commémorant les 100 ans d'amitié américano-coréenne, au parc Jayu
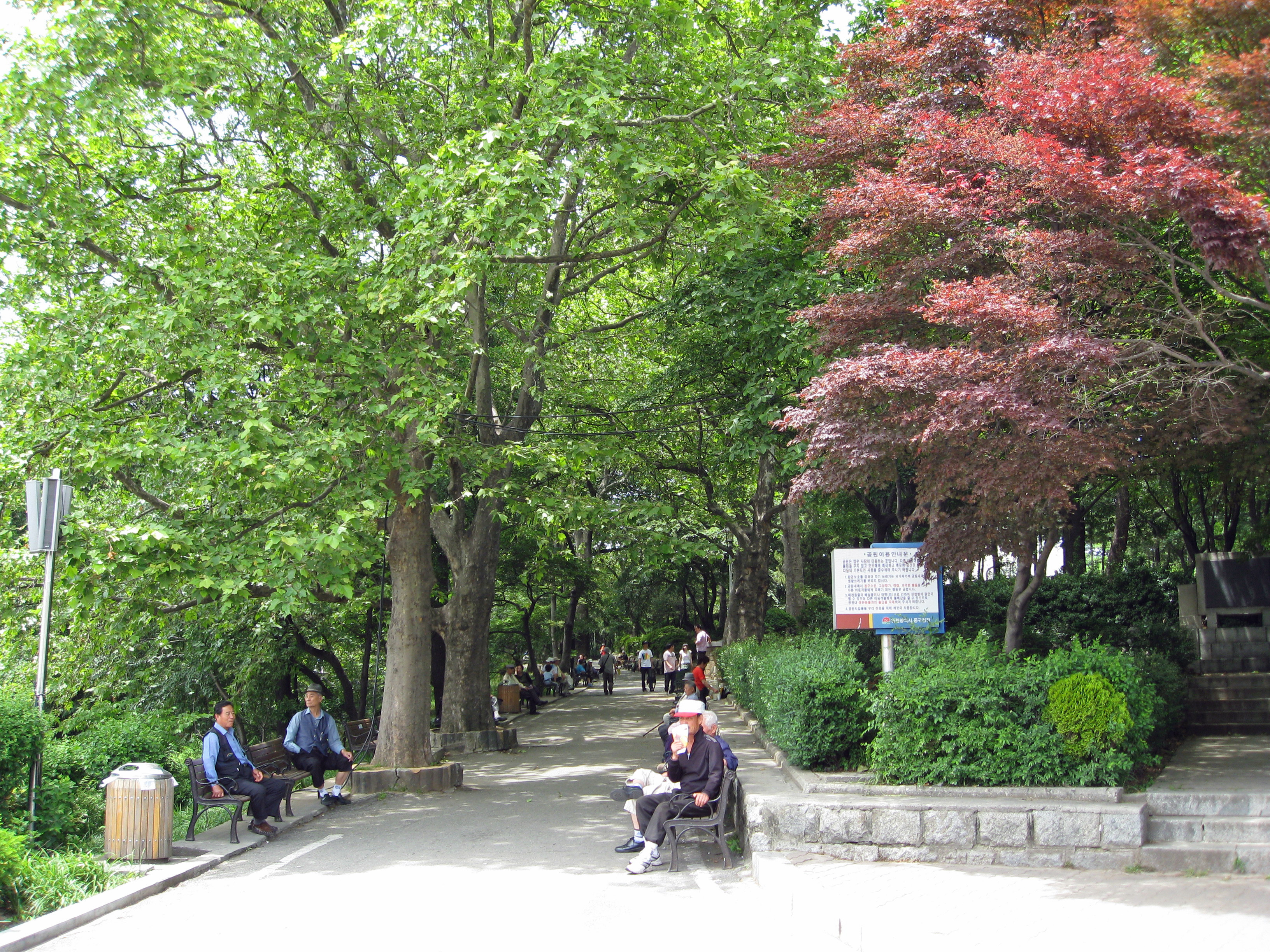
Parc Jayu
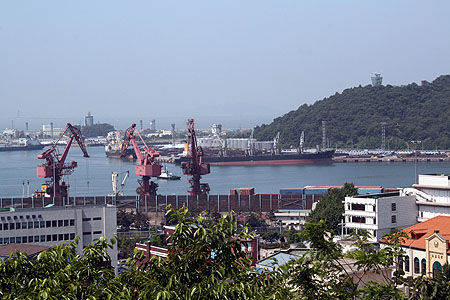
Le port
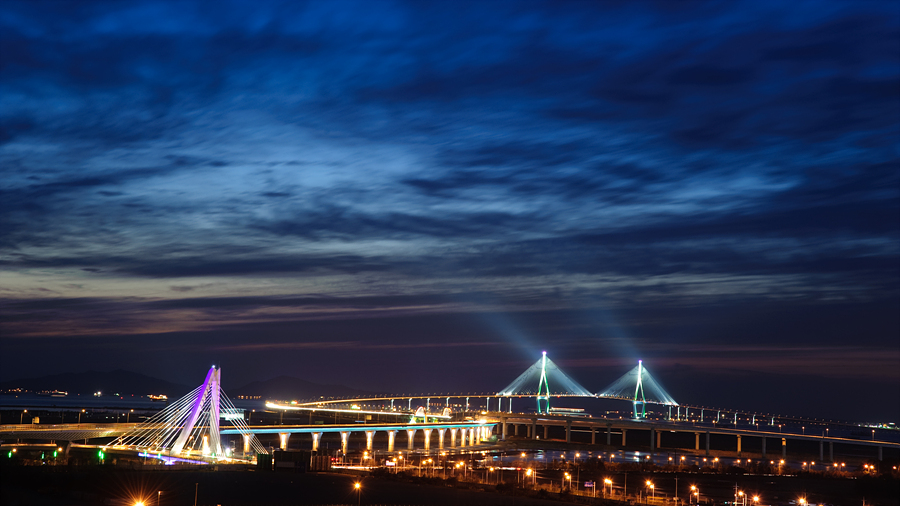
Le pont d'Incheon
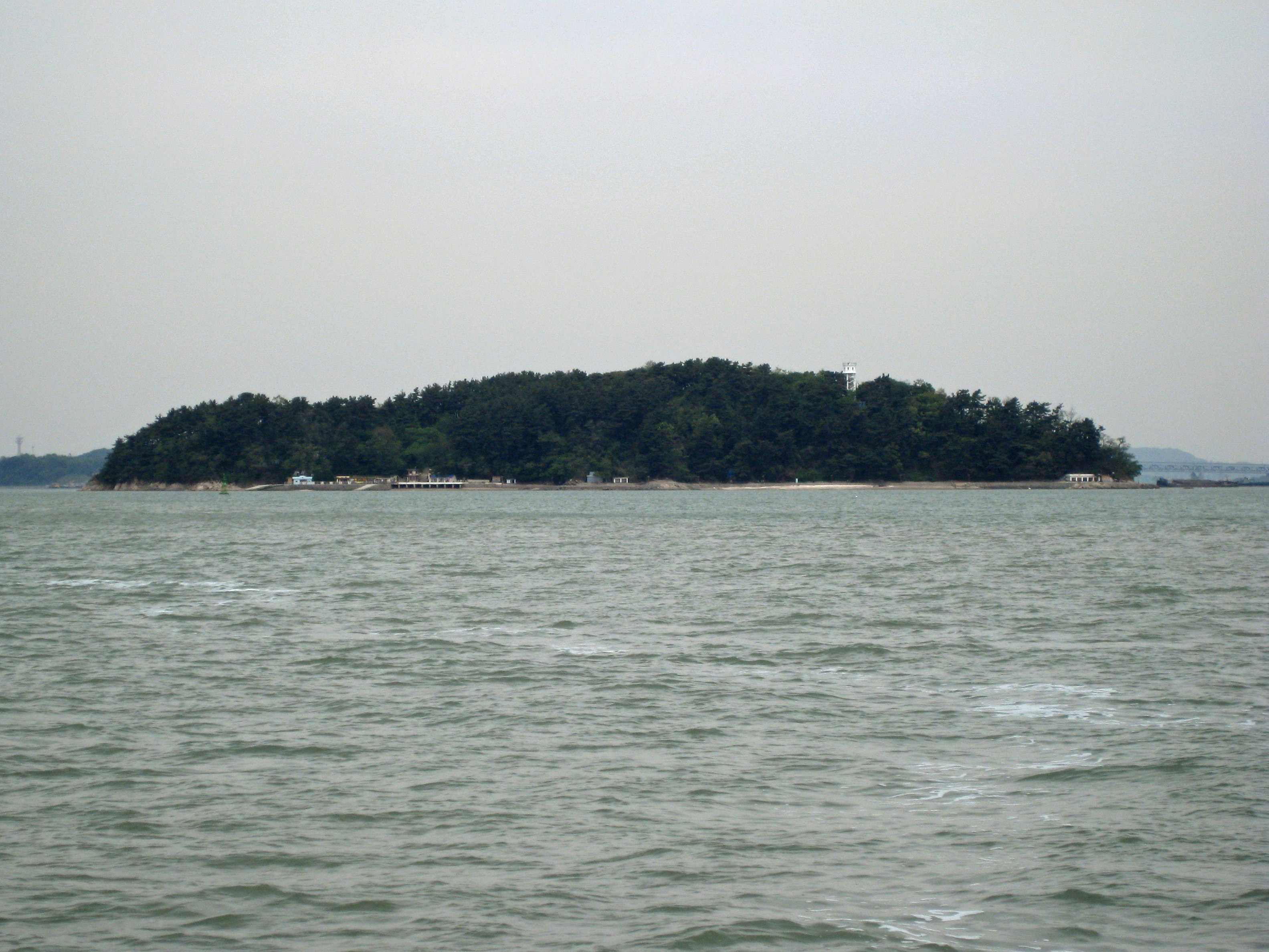
L'île de Jakyakdo
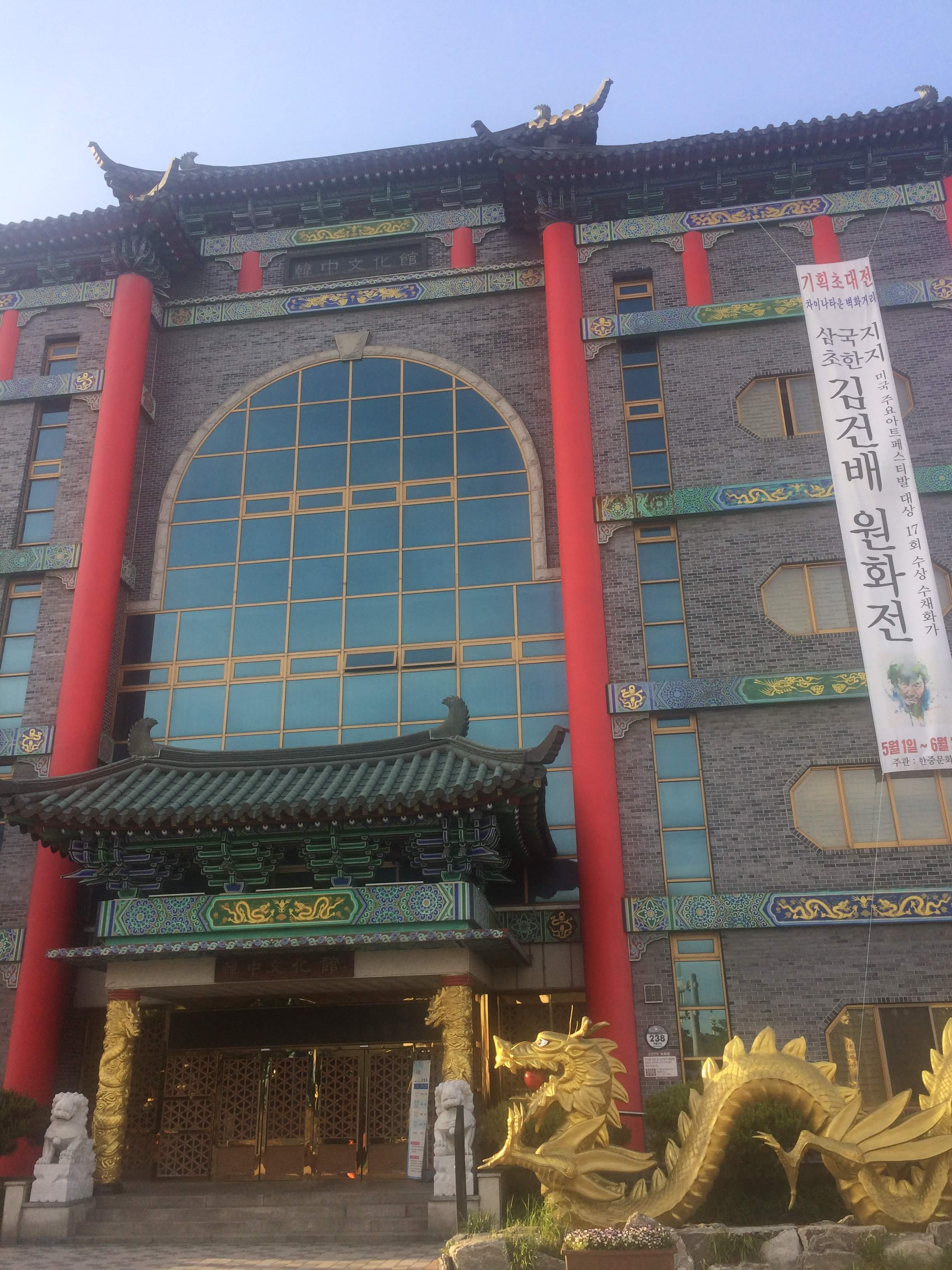
Centre culturel Sino- Coréen, Incheon, Corée du sud
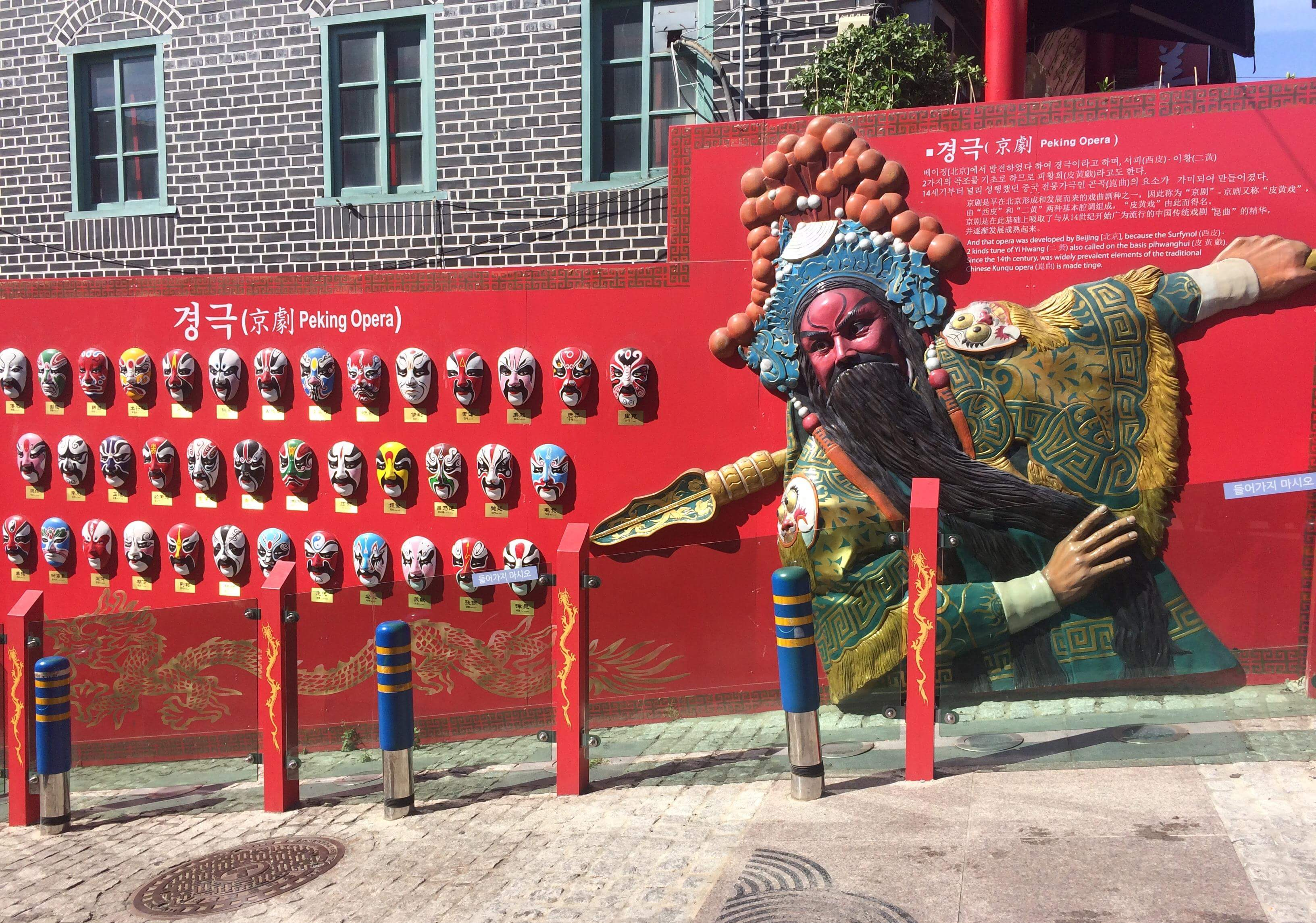
Mur de l'opéra de Pékin, Chinatown, Incheon, Corée du Sud.
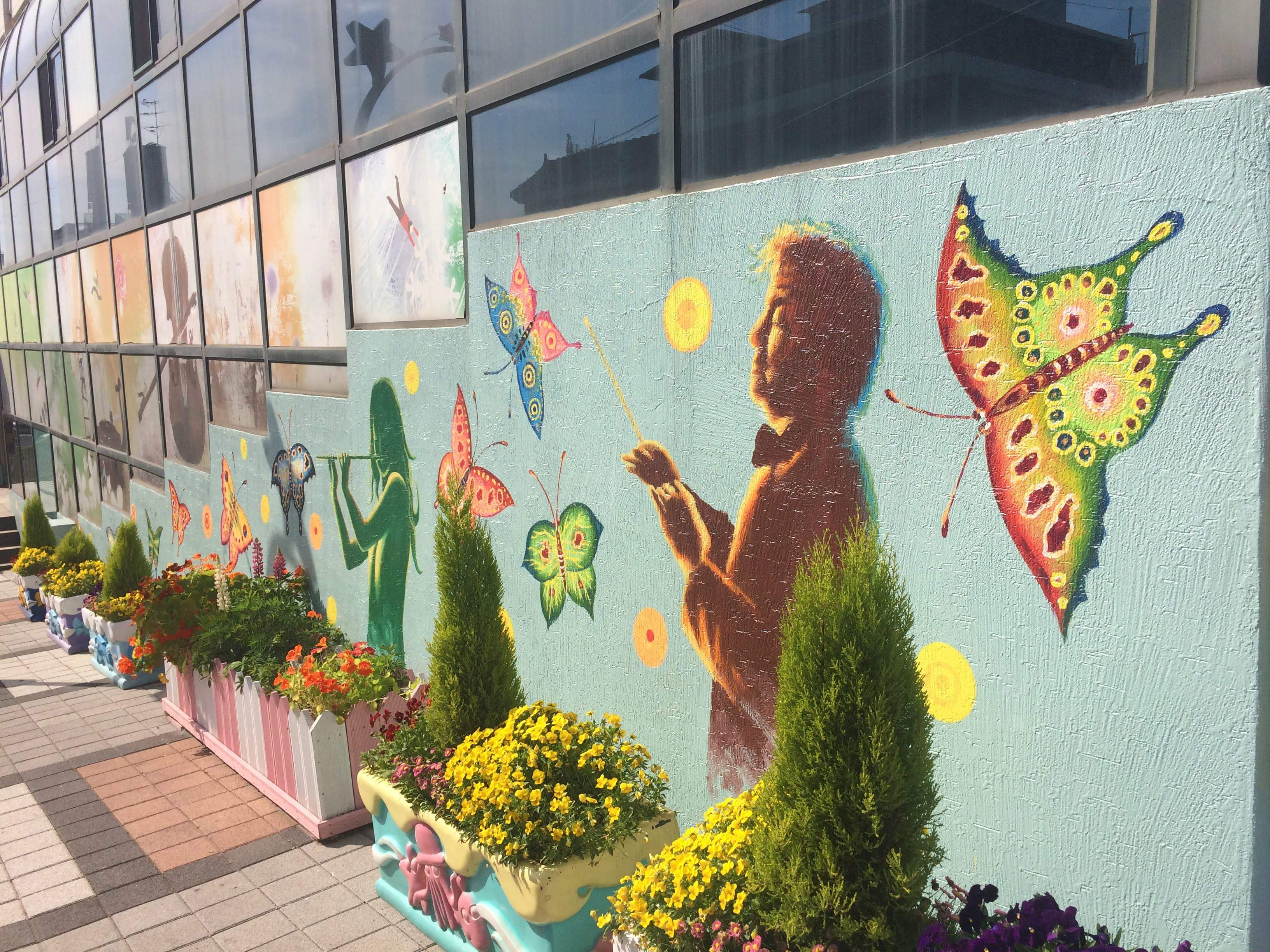
Songwol-dong Fairy Tale Village, Village de conte de fée, Incheon.

## Personnalités nées à Incheon
- Do Kum-bong (1930-2009), actrice sud-coréenne[12].
- Kim Hyeon-dong (né en 1970, alias Kim Gu-ra), MC, comédien et animateur radio sud coréen[12].
- Park Hyuk-kwon (né en 1971), acteur sud-coréen[12].
- Lee Hye-ryeon (1981-2007, alias U;Nee), chanteuse, rappeuse, danseuse et actrice sud-coréenne[12].
- Kang Ki-young (né en 1983), acteur.
- Kim Jung-ah (née en 1983), chanteuse et ancienne leader du girl groupe sud-coréen After School[12].
- Huh Gak (né en 1984), Chanteur.
- Koo Hye-sun (née en 1984), actrice et réalisatrice.
- Jung San (né en 1985, alias San E), rappeur.
- Hugh Cha (né en 1985), acteur, chanteur et danseur sud-coréen[12].
- Cheon Woo-hee (née en 1987), actrice[12].
- Kim Ryeo-wook (né en 1987), chanteur, compositeur et danseur.
- Ryu Hyun-jin (né en 1987), joueur de baseball[12].
- Kim Young-kwang (né en 1987), acteur.
- Jinri Park (née en 1988), mannequin, DJ, et actrice sud-coréenne[12].
- Kim Hyo-yeon (née en 1989), chanteuse, rappeuse, danseuse et membre du girl group sud-coréen Girl's Generation[12].
- Kim Hyo-jeong (née en 1990, alias Hyolyn), chanteuse et ancienne leader du girl group sud-coréen Sistar.
- Park Choa (née en 1990), chanteuse, danseuse, actrice.
- Bang Yong-guk (né en 1990), rappeur, chanteur, danseur et auteur-compositeur.
- Ji-man Choi (né en 1991), joueur de baseball.
- Kim Min-ji (née en 1991, alias Peggy Gou), DJ, productrice discographique et styliste.
- Kwon Nara (née en 1991), actrice, chanteuse et ancienne membre du girl group sud-coréen Hello Venus[12].
- Bang Min-ah (née en 1993), chanteuse et actrice.
- Yoo Seung-ho (né en 1993), acteur et mannequin[12].
- Lee Davi (né en 1994), acteur sud-coréen[12].
- Jung Seung-hyun (né en 1994), footballeur.
- Nam Ji-hyun (née en 1995), actrice.
- Kim Bo-ra (née en 1995), actrice sud-coréenne[12].
- Jung Ye-rin (née en 1996), chanteuse et danseuse.
- Cho Mi-yeon (née en 1997), chanteuse.
- Son Ju-yeon (née en 1998, alias Eunseo), chanteuse et danseuse.
- Kang Mi-na (née en 1999), actrice et chanteuse.
- Han Jisung (né en 2000)[12], rappeur, chanteur, parolier et membre du boys band sud-coréen Stray Kids.
- Lee Je-no (né en 2000), rappeur, chanteur, danseur et mannequin
- Lee Kang-in (né en 2001), footballeur.
- Kim Ga Eul (née en 2002), chanteuse, danseuse et membre du girl group sud-coréen Ive[12].
- Yoo Seon-ho (né en 2002), chanteur et acteur.
- Kang Ye-seo (née en 2005), chanteuse et actrice.

## Jumelages
En 2022, la ville d'Incheon est jumelée avec 22 villes (sister cities) et en lien avec 15 autres villes (friendly cities).
| Ville | Ville             | Pays | Pays         | Période                    |
| ----- | ----------------- | ---- | ------------ | -------------------------- |
|       | Anchorage         |      | États-Unis   | depuis le 7 octobre 1986   |
|       | Burbank           |      | États-Unis   | depuis le 18 décembre 1961 |
|       | Chongqing         |      | Chine        | depuis le 1er juin 2007    |
|       | comté d'Honolulu, |      | États-Unis   | depuis le 6 août 2003      |
|       | Dalian            |      | Chine        | depuis le 2 avril 1994     |
|       | Haïphong          |      | Viêt Nam     | depuis le 25 juillet 1997  |
|       | Honolulu,         |      | États-Unis   | depuis le 15 octobre 2003  |
|       | Kitakyūshū,       |      | Japon        | depuis le 20 décembre 1988 |
|       | Kobe              |      | Japon        | depuis le 6 avril 2010     |
|       | Manille           |      | Philippines  | depuis le 7 octobre 2008   |
|       | Mérida            |      | Mexique      | depuis le 15 octobre 2007  |
|       | Narita            |      | Japon        | depuis 1998                |
|       | Panama            |      | Panama       | depuis le 16 mars 2000     |
|       | Philadelphie      |      | États-Unis   | depuis le 15 août 1983     |
|       | Rio de Janeiro    |      | Brésil       |                            |
|       | Seongbuk-gu       |      | Corée du Sud |                            |
|       | Tel Aviv          |      | Israël       | depuis le 14 mai 2000      |
|       | Tianjin           |      | Chine        | depuis le 7 décembre 1993  |
|       | Vladivostok,      |      | Russie       | depuis le 30 juin 2012     |
|       | Wenzhou           |      | Chine        | depuis octobre 2006        |
|       | Yokohama          |      | Japon        | depuis le 23 décembre 2009 |